# 韋塞雷庫特 (白采爾克瓦區)
49°21′56″N 30°31′20″E / 49.36556°N 30.52222°E
韋塞雷庫特（烏克蘭語：Веселий Кут）是位於烏克蘭北部的村莊，由基辅州白采爾克瓦區的塔拉夏市鎮負責管轄。該村始建於1811年，面積1.82平方公里，海拔高度180米，2001年人口692，人口密度每平方公里379.8人。